# Coonhound negre i bronze

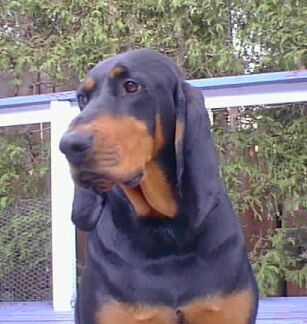
Coonhound negre i bronze.

El coonhound negre i bronze (Black and tan coonhound) és una raça de rastrejador utilitzada especialment per seguir el rastre de l'os rentador.
És un encreuament entre el gos de Sant Hubert (Bloodhound) i el Black And Tan Virginia Foxhound ("Caçador de guineus negre i torrat de Virgínia").
El Black and Tan Coonhound atrapa el seu objectiu guiant-se per l'olfacte, la qual cosa el fa també eficient per trobar cérvols, ossos, pumes i altres peces de caça major.
La impressió general és la del poder, agilitat i estat d'alerta, amb capacitat per tirar-se a terra ràpidament i moure's amb potents gambades rítmiques. A més, cada gos té la seva pròpia veu, reconeixible per als seus amos des d'una gran distància.

## Altres varietats de Coonhound
El terme Coonhound (Caçador d'os rentador) fa referència a diverses races canines de gos de caça de tipus rastrejador:
- Coonhound Negre i Bronze
- Bluetick Coonhound
- Coonhound
- English Coonhound
- Redbone Coonhound
- Treeing Walker Coonhound

## Salut
Generalment amb bona salut, pot tenir risc de displàsia de maluc canina, infeccions d'oïda i problemes de vista.